# Polyscias revoluta
Polyscias revoluta är en araliaväxtart som beskrevs av Porter Prescott Lowry och G.M.Plunkett. Polyscias revoluta ingår i släktet Polyscias och familjen araliaväxter. Inga underarter finns listade.